# كاري كوكس
كاري كوكس (بالإنجليزية: Cary Cox)‏ هو لاعب كرة قدم أمريكية أمريكي، ولد في 31 ديسمبر 1917 في بينبردج في الولايات المتحدة، وتوفي في 27 ديسمبر 1991 في ألكسندر سيتي في الولايات المتحدة.